# Ninguno, Nuevo Casas Grandes
Ninguno är en ort i Mexiko.   Den ligger i kommunen Nuevo Casas Grandes och delstaten Chihuahua, i den nordvästra delen av landet, 1 500 km nordväst om huvudstaden Mexico City. Ninguno ligger 1 453 meter över havet och antalet invånare är 151.
Terrängen runt Ninguno är platt.  Trakten runt Ninguno är nära nog obefolkad, med mindre än två invånare per kvadratkilometer. Närmaste större samhälle är Nuevo Casas Grandes, 4,5 km väster om Ninguno. Omgivningarna runt Ninguno är i huvudsak ett öppet busklandskap.